# Burg Lembruch
Die Burg Lembruch ist eine abgegangene, hochmittelalterliche Burg der Grafen von Diepholz am Ostrand der Gemeinde Lembruch im Landkreis Diepholz in Niedersachsen. 
Die Niederungsburg wurde ungefähr um 1275 durch die Grafen von Diepholz als Grenzburg gegen das Bistum Minden errichtet. Ihre Ersterwähnung erfolgte 1305 im Zuge eines gegen das Bistum Minden gerichteten Vertrages zwischen den Grafen von Diepholz und dem Bischof von Osnabrück. In der Vereinbarung wurde festgelegt, das niemand eine weitere Burg zwischen Lembruch und der Stadt Lübbecke errichten durfte. 1310 ist ein Burgvogt nachgewiesen, 1316 ist der Verwaltungssitz aber offenbar zur neu errichteten Burg Lemförde verlegt worden. Eine letzte Erwähnung der Burg Lembruch erfolgte 1339, danach verschwand sie aus der historischen Überlieferung. 
Die Burgstelle ist erst 1991 durch ein Luftbild entdeckt worden. Sie liegt auf einer trockenen Dünenkuppe inmitten von feuchtem Umland. Aus dem Bild lässt sich erschließen, dass die Burg die Form einer Motte mit einer Basisbreite von ca. 50 m besaß. Unmittelbar an ihrem Fuß verlief ein Stützwall, zudem war sie von umlaufenden Gräben umgeben. Der Gesamtdurchmesser der Anlage beträgt ca. 165 m. Bei einem 1996 durchgeführten Sondageschnitt durch die Anlage konnten keinerlei Anzeichen für einen steinernen Kern der Wälle entdeckt werden.
Am Standort der Burganlage fand 2022 eine archäologische Prospektion statt, um ihre Größe zu ermitteln. Eine Ausgrabung erfolgte 2024 vor der geplanten Bebauung des Areals mit Wohnhäusern. Dabei wurden zwei konzentrische Burggräben freigelegt, die den Mottenhügel umgaben. Der innere Burggraben hatte einen Durchmesser von 90 Meter, war etwa 18 Meter breit und 1,3 Meter tief. Der äußere Burggraben war schmaler und umschloss einen Erdwall aus dem Bodenaushub.
In ihm lagen die Reste von angespitzten Hölzern, die vermutlich als schräg gestellte Sturmpfähle Schutz vor Angreifern bieten sollten. Im äußeren Graben fanden sich bis zu zwei Meter lange Holzpfähle einer Brücke, deren Alter mittels dendrochronologischer Untersuchung bestimmt wird. Archäologen datieren die Anlage anhand von Keramikscherben, Knochen und Metallteilen ins 13. bis 14. Jahrhundert.